# Derek Higgins
Derek Higgins (ur. 12 czerwca 1966 roku) – irlandzki kierowca wyścigowy.

## Kariera
Higgins rozpoczął karierę w międzynarodowych wyścigach samochodowych w 1987 roku od startów w Formule Ford 1600 Dunlop/Autosport, gdzie jednak nie zdobywał punktów. W późniejszych latach Irlandczyk pojawiał się także w stawce Formuły Ford 1600 Britain Esso, Francuskiej Formuły Ford 1600, Formuły Ford 1600 BRDC, Brytyjskiej Formuły Ford, Festiwalu Formuły Ford, Brytyjskiej Formuły 3, Grand Prix Makau, Formuły Opel Lotus Euroseries, Niemieckiej Formuły 3, All Japan Touring Car Championship, Japońskiej Formuły 3, Meksykańskiej Formuły 3, Meksykańskiej Formuły 3000, Indy Lights oraz Atlantic Championship